# Lilla Harrie församling
Lilla Harrie församling var en församling i Lunds stift och i Kävlinge kommun. Församlingen uppgick 2006 i Kävlinge församling.

## Administrativ historik
Församlingen har medeltida ursprung.
Församlingen var till och med 1961 annexförsamling i pastoratet Örtofta och Lilla Harrie som från 1 maj 1933 även omfattade Igelösa församling och Odarslövs församling. Från 1962 till och med 1994 annexförsamling i pastoratet Stora Harrie, Virke, Örtofta och Lilla Harrie som till och med 1970 även omfattade Remmarlövs församling. 
Från 1995 till och med 2005 annexförsamling i pastoratet Kävlinge, Stora Harrie, Lilla Harrie, Virke och Södervidinge. Församlingen uppgick 2006 i Kävlinge församling.

## Kyrkor
- Lilla Harrie kyrka